# Mont de la Charvaz
Le mont de la Charvaz (prononciation : charva ou charve) est une fraction de l'ensemble anticlinal jurassien comportant la chaîne de l'Épine, le mont du Chat, le mont de la Charvaz et le mont Landard. Son point culminant est le sommet de la Charvaz, à 1 161 m d'altitude, situé sur la commune de Billième.

## Géographie

### Situation
Le mont de la Charvaz est situé dans le nord-ouest du département de la Savoie, sur le territoire des communes de La Chapelle-du-Mont-du-Chat, de Saint-Jean-de-Chevelu, de Billième, de Jongieux et d'Ontex. Il domine de plus de 700 m à l'est le lac du Bourget, directement situé au pied de son flanc oriental, et à l'ouest la vallée du Rhône de plus de 500 m. Il est séparé au sud du mont du Chat par le col du Chat (638 m).

### Géologie
Le mont de la Charvaz représente l'extrémité nord de l'anticlinal du mont du Chat. Son flanc oriental est constitué de calcaires et marnes du Crétacé inférieur, tandis que sa voûte est constituée de calcaires du Kimméridgien et du Portlandien (Malm). Son flanc occidental ayant été crevé, les roches à l'affleurement sont des calcaires et marno-calcaires datant du Dogger.

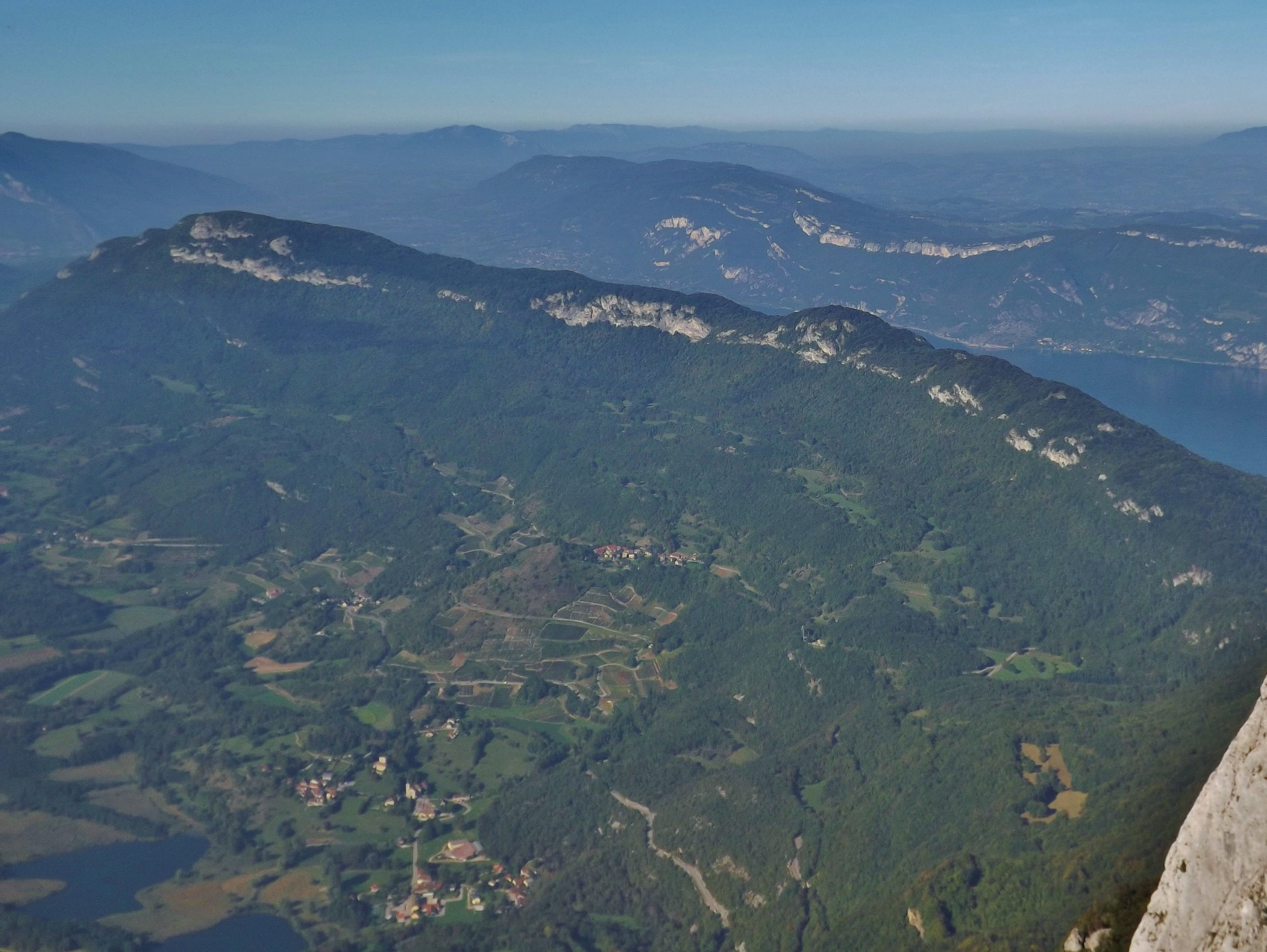
Le mont de la Charvaz vu du Molard Noir.